# Liste der Mitglieder der Deutschen Akademie der Naturforscher Leopoldina/1806
Die Liste der Mitglieder der Deutschen Akademie der Naturforscher Leopoldina für 1806 enthält alle Personen, die im Jahr 1806 zum Mitglied ernannt wurden. Insgesamt gab es fünf gewählte Mitglieder.

## Mitglieder
| Nr.  | Name                               | Beiname        | Geboren       | Aufnahme | Gestorben     | Bild                                                                                | Datenbank |
| ---- | ---------------------------------- | -------------- | ------------- | -------- | ------------- | ----------------------------------------------------------------------------------- | --------- |
| 1032 | Ernst Horn                         | Crito II.      | 24. Aug. 1774 | 25. Mrz. | 27. Sep. 1848 | Ernst Horn im Jahr 1825, noch einem Kupferstich von Meno Haas (1752–1833).          | 3908      |
| 1033 | August Heinrich Ferdinand Gutfeld  | Agathinus III. | 1777          | 24. Jul. | 1808          |                                                                                     | 3584      |
| 1034 | Christian Friedrich von Jäger      | Theon II.      | 13. Okt. 1739 | 25. Jul. | 7. Sep. 1808  | Christian Friedrich von Jäger auf einem Porträt aus der Tübinger Professorengalerie | 3982      |
| 1035 | Carl Christoph Friedrich von Jäger | Dositheus II.  | 2. Nov. 1773  | 25. Jul. | 9. Mai 1828   | Carl Christoph Friedrich von Jäger (1773–1828)                                      | 3981      |
| 1036 | Gottfried Albert Germann           | Xenophanes II. | 1773          | 8. Aug.  | 1809          |                                                                                     | 2919      |